# Chrysopilus trimaculatus
Chrysopilus trimaculatus är en tvåvingeart som beskrevs av Yang 1989. Chrysopilus trimaculatus ingår i släktet Chrysopilus och familjen snäppflugor. Inga underarter finns listade i Catalogue of Life.